# افراهام ناجوسا
أبراهام نغوسا (العبرية: אברהם נגוסה) (ولد في 10 فبراير 1958 في اثيوبيا). سياسي إسرائيلي وناشط اجتماعي. نائب في الكنيست الاسرائيلي عن حزب «الليكود» اليميني الحاكم، ينشط في مجال حقوق المهجرين الاثيوبين اليهود إلى إسرائيل.
انتخب في المرتبة 27 في قائمة الليكود لانتخابات عام 2015، ويشغل منصب رئيس لجنة الهجرة والشتات.
هاجر نغوسا من أثيوبيا إلى إسرائيل العام 1985، حاصل على اللقب الأول والثاني في العمل الاجتماعي والدكتوراة في فلسفة التربية. متزوح وأب لابنتين.
قبل دخول نغوسا للكنيست حاول الترشح عدة مرات الا ان ترتيبه لم يمكنه من ذلك، حيث حاول العام 2006 ولاحقا 2009 و2013 وفي 2006 شكّل قائمة خاصة تعنى بالتربية والتعليم. وفي انتخابات 2009 كان مرشحا في قائمة «المفدال» الدينية الصهيونية في انتخابات 2013 أدرج متأخرا في قائمة الليكود، ولم ينجح بالدخول. 